# لقد جاء من النايتوسفير
لقد جاء من النايتوسفير (بالإنجليزية: it come from the nightosphere) هي الحلقة الأولى من الموسم الثاني من مسلسل الرسوم المتحركة الأمريكي وقت المغامرة يتبع المسلسل مغامرات فين وهو صبي بشري، وأفضل صديق له وشقيقه بالتبني جايك وهو كلب يتمتع بقوى سحرية لتغيير الشكل والنمو والانكماش حسب الرغبة في هذه الحلقة، يطلق فين والد مارسيلين من نايتوسفير بعد مارسيلين تغني أغنية عن العلاقة بينها وبين والدها المنفصل عنها ومع ذلك، فإن فين الذي تساعده مارسيلين الغاضبة، يُضطر إلى منعه من سرقة جميع الأرواح الموجودة في أوو